# Ordinul „Sfânta Ana” (Rusia imperială)

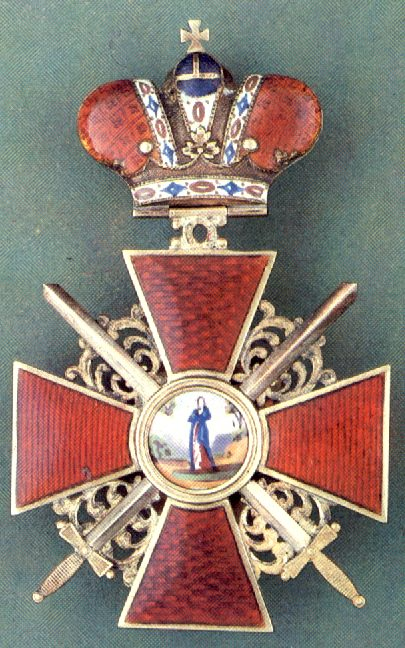
Ordinul „Sfânta Ana” de clasa a 2-a după 1828

Ordinul „Sfânta Ana” a fost la început un ordin cavaleresc al ducatului Holstein-Gottorp, apoi un ordin de onoare al Imperiului Rus. Deviza acestuia a fost „Amantibus, Justitium, Pictitiam et Fidum”, ceea ce înseamnă „dragoste, justiție, evlavie și loialitate”. Distincția a fost înființată la 1735, având până la 1815 trei clase, după aceea patru. Cu căderea imperiului rus și a casei Romanov, ordinul a fost abolit în anul 1917. 

## Istorie
Ordinul a fost inițial un premiu de onoare al ducatului Holstein-Gottorp, promulgat în ziua de 3/14 februarie 1735 în trei clase de Karl Frederic, Duce de Holstein-Gottorp, în cinstea soției sale, Anna Petrovna, fiica împăratul Petru cel Mare. Împărăteasa Elisabeta I, lipsită de copii, l-a desemnat, în 1743, pe Karl Peter Ulrich, fiul ducelui, Țarevici și moștenitor al tronului rus. Astfel Marele Maestru al Ordinului s-a mutat în Rusia, în timp ce Ordinul a rămas în Schleswig.

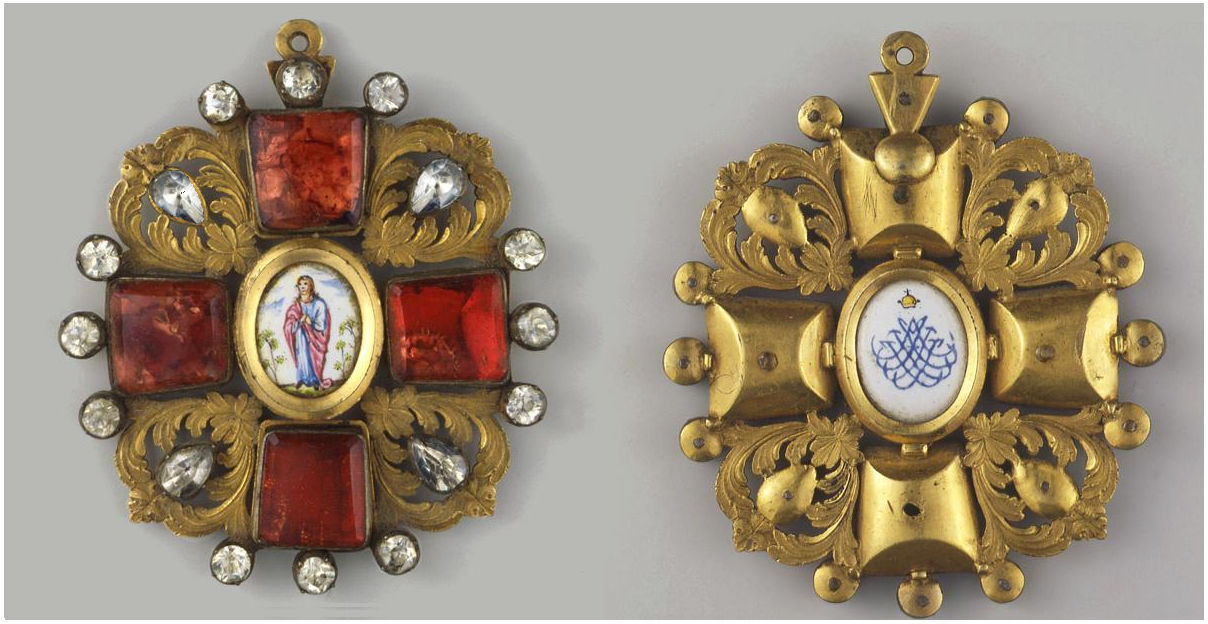
Ordinul „Sfântă Ana”, varianta cu rubine și brilianți de la 1828

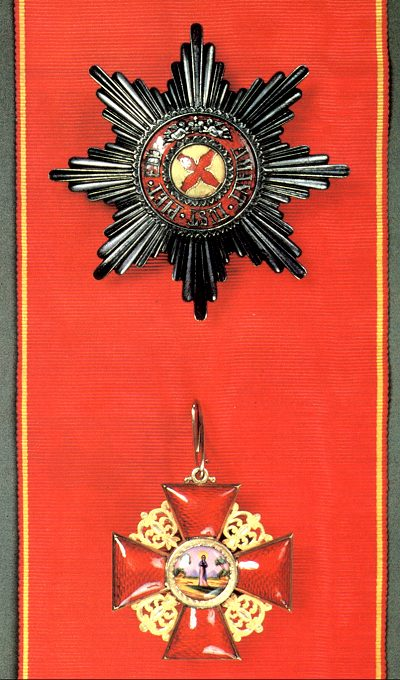
Ordinul „Sfântă Ana” de clasa I

Prin căsătoria Ecaterinei de Anhalt-Zerbst - cărei mamă Ioana Elisabeta tot a fost o prințesă de Holstein-Gottorp – cu viitorul țar Petru III în 1745, a fost întărită unirea dinastiei Romanov și Holstein-Gottorp. De atunci, dinastia imperială rusă a fost numită „Holstein-Gottorp-Romanov”. După asasinarea lui Petru în 1762, soția sa a fost proclamată împărăteasă sub numele Ecaterina a II-a. Fiul Ecaterinei, Pavel I, ia urmat în 1796 pe tron, și a instituit ordinul „Sfânta Ana” ca un ordin al Imperiului Rus la 15 aprilie 1797. Împăratul Alexandru I, fiul lui Paul I, a adăugat, în 1815, o a patra clasă, iar în 1828, Nicolae I a modificat ordinul în mare măsură (vezi mai jos). După detronarea casei Romanov în 1917, ordinul a fost desființat.
Ordinul „Sfânta Ana” a fost una dintre cele patru cele mai înalte distincții ale Imperiului Rus, cu care au fost decorați ofițeri și funcționari superiori ruși și străini. Împăratul însuși a fost șeful ereditar al ordinului. Ordinul a avut un maestru de ceremonii, un secretar și doi heralzi. La evenimente mari, membrii au purtat o robă roșie de catifea cu broderii de aur și argint.

## Descrierea ordinului
Statutul ordinului din 1735 a stabilit, ca însemnele principale să fie o cruce de aur, brațele crucii fiind formate de pătrate de sticlă roșie cu o imagine în email a Sântei Ana, purtând o cruce în mâini și impusă în centrul crucii. Din unghiurile crucii ies flăcări aurii, după alții a fi vorba despre un frunziș rotunjit. Pe verso au fost aplicate inițialele înfulecate „A.J.P.F” pentru „Anna Imperatoris Petri Filia” (Anna, fiica împăratului Petru). 
În anul 1828 înfățișarea crucii a fost modificată prin ucazul țarului Nicolae I. Sticla ei a fost înlocuită de o cruce pattée, emailată roșu încadrată într-o ramă aurie. Ordinul a fost acordat de atunci cu o coroana emailată imperială rusă care atârna deasupra crucii, pentru clasa I și II. Pentru aceste clase exista și decorația cu stea. Mai departe a lăsat să creeze o cruce cu brațe de rubine  înconjurată de brilianți. În 1874 premiul cu coroană a fost desființat și s-a introdus simultan ordinul cu săbii ca decorație de război, puse dedesubtul flăcărilor în unghiurile crucii. 
Banda a fost roșie cu dungi simple galbene pe ambele părți. Steaua argintie a insignei a fost octogonală, medalionul în centru arătând crucea ordinului înconjurată de motto-ul scurtat. Pentru decorația cu coroană, inscripția a fost așezată peste medalionul central.
Purtătorilor necreștini s-a acordat decorația fără figura Sfintei Ana la mijloc, fiind înlocuită de vulturul țarist. În secolul al XVIII-lea ordinul a fost conferit de asemenea cu brilianți pentru clasa I și II.

## Felul de purtat
Până în anul 1815, ordinul de clasa a 3-a a fost purtat pe mânerul sabiei, în medalion crucea sau vulturul. După instalarea clasei a 4-a, aceasta a fost plasată acolo, astfel premiul de clasa a 3-a a luat caracterul unui decor la piept, fixat la butonieră. Decorația de clasa a 2-a, cu sau fără coroană, a fost purtată în jurul gâtului, steaua de clasa I sau II a pe piept la dreapta, iar Marea Cruce pe o eșarfă de la umărul stâng la șoldul drept.

## Privilegii
Pentru cei decorați cu acest ordin de clasa I–III a putut fi acordat din ziua de 10 aprilie 1832 un titlu nobiliar ereditar, iar pentru negustori acela de cetățean de onoare ereditar. În anul 1834 a fost plasat un capital special de 200.000 de ruble, cărui dobândă a fost  folosită pentru întreținerea și educația fetelor de premiați cu clasele II sau III mai săraci. Fiecare deținător al ordinului a căpătat în afară de aceasta o pensie anuală: Pentru onorarea de clasa I 200-250, de clasa II 120-150, de clasa III 90-100 și de clasa IV 40-50 de ruble.

## Medalia „Sfânta Ana”
Acest premiu, ctitorit în 1830 tot de Nicolae I, adesea oară și numit cel mai jos grad al Ordinului „Sfânta Ana”, purtat la banda decorației, a fost acordat gradelor de subofițeri pentru un serviciu lung și fidel. Medalia a fost fabricată din alamă, cu o cruce aurie la mijloc, purtând pe verso numele decoratului, la străini deasupra numelui o coroană imperială. Ctitorul premiului a distins o dată pe toți subofițerii gărzii regale de la Berlina cu această medalie.

## Decorați români ai ordinului (selecție)

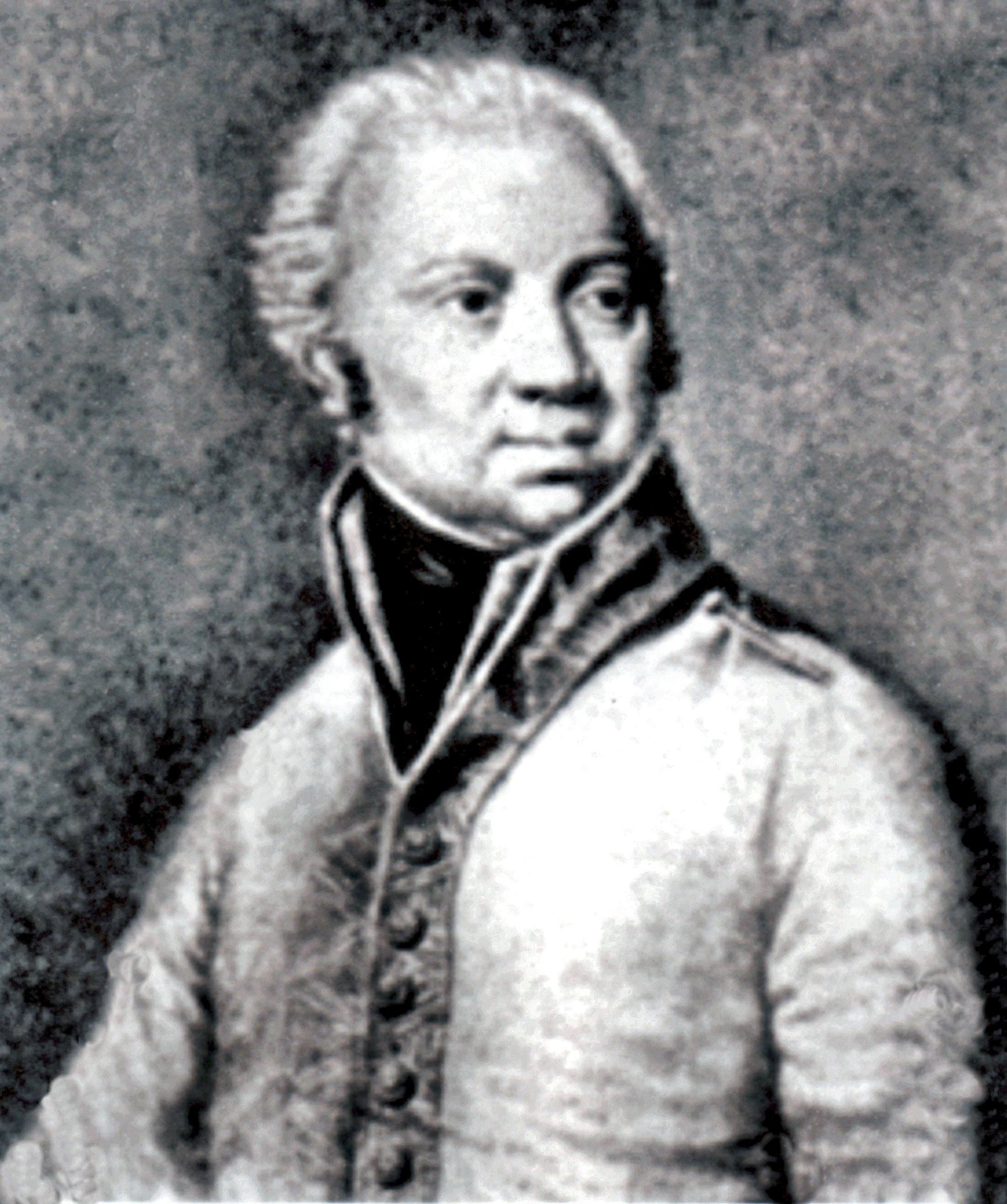
Feldzeugmeister Petru Duka de Kádár, clasa I, înainte de 1828
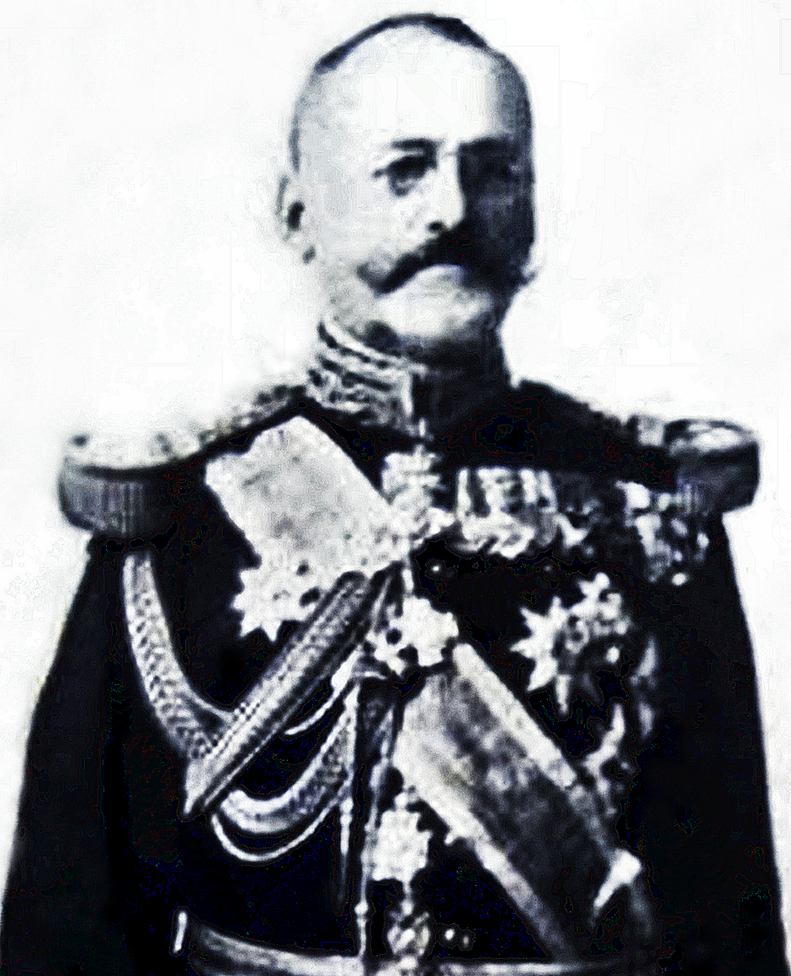
Generalul Panait Warthiadi, clasa I cu brilianți
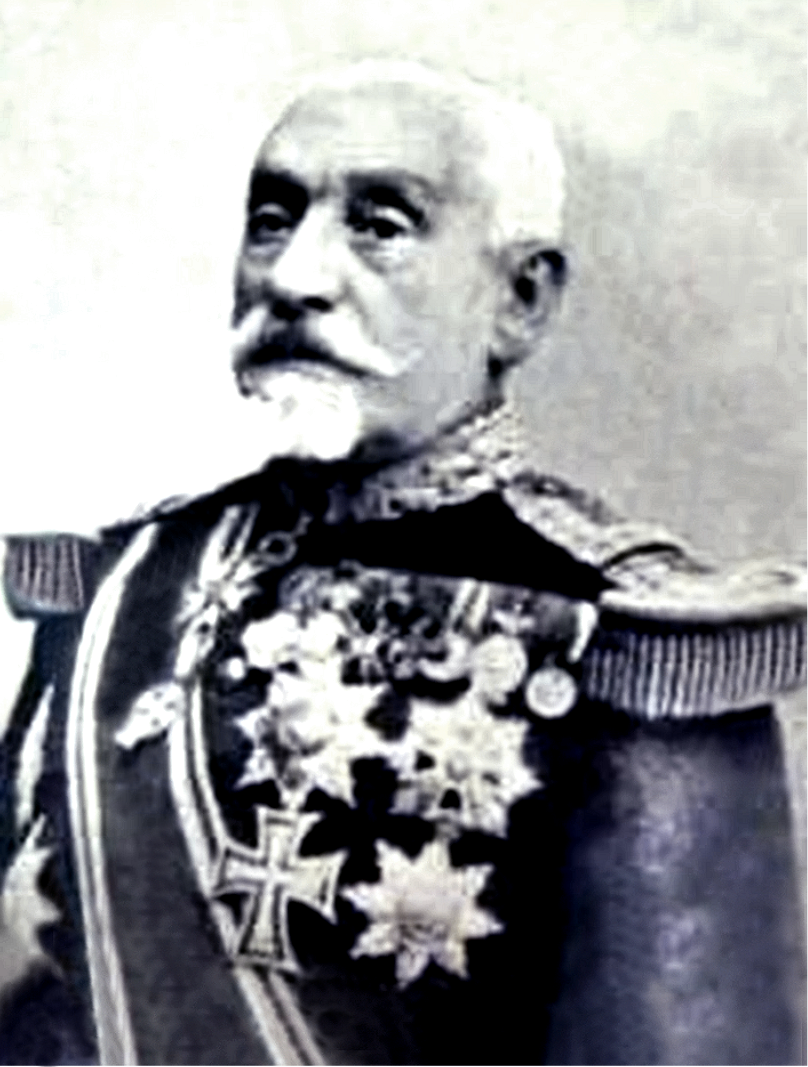
Generalul Eracle Arion, clasa II
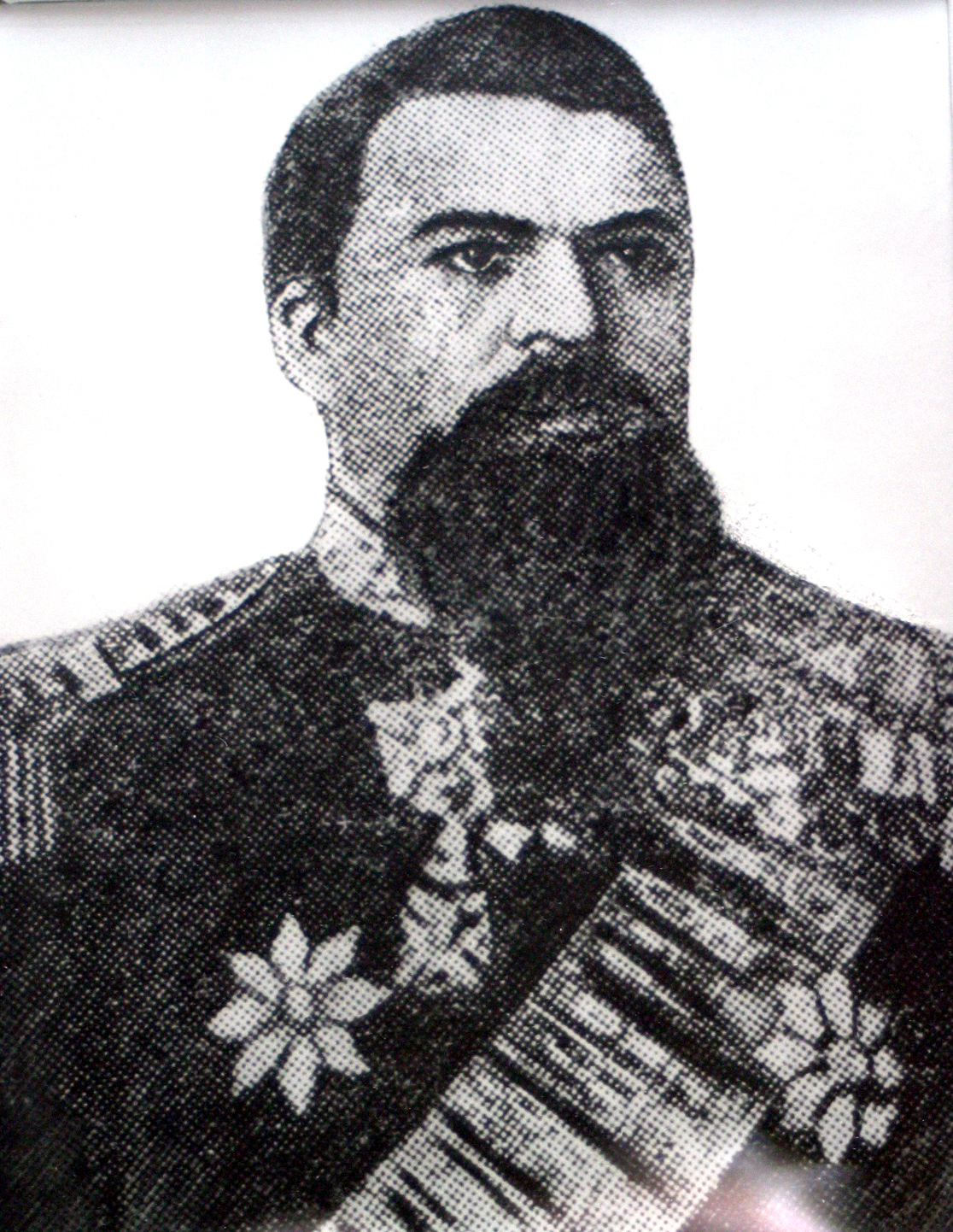
Generalul și politicianul Alexandru Cernat, clasa II
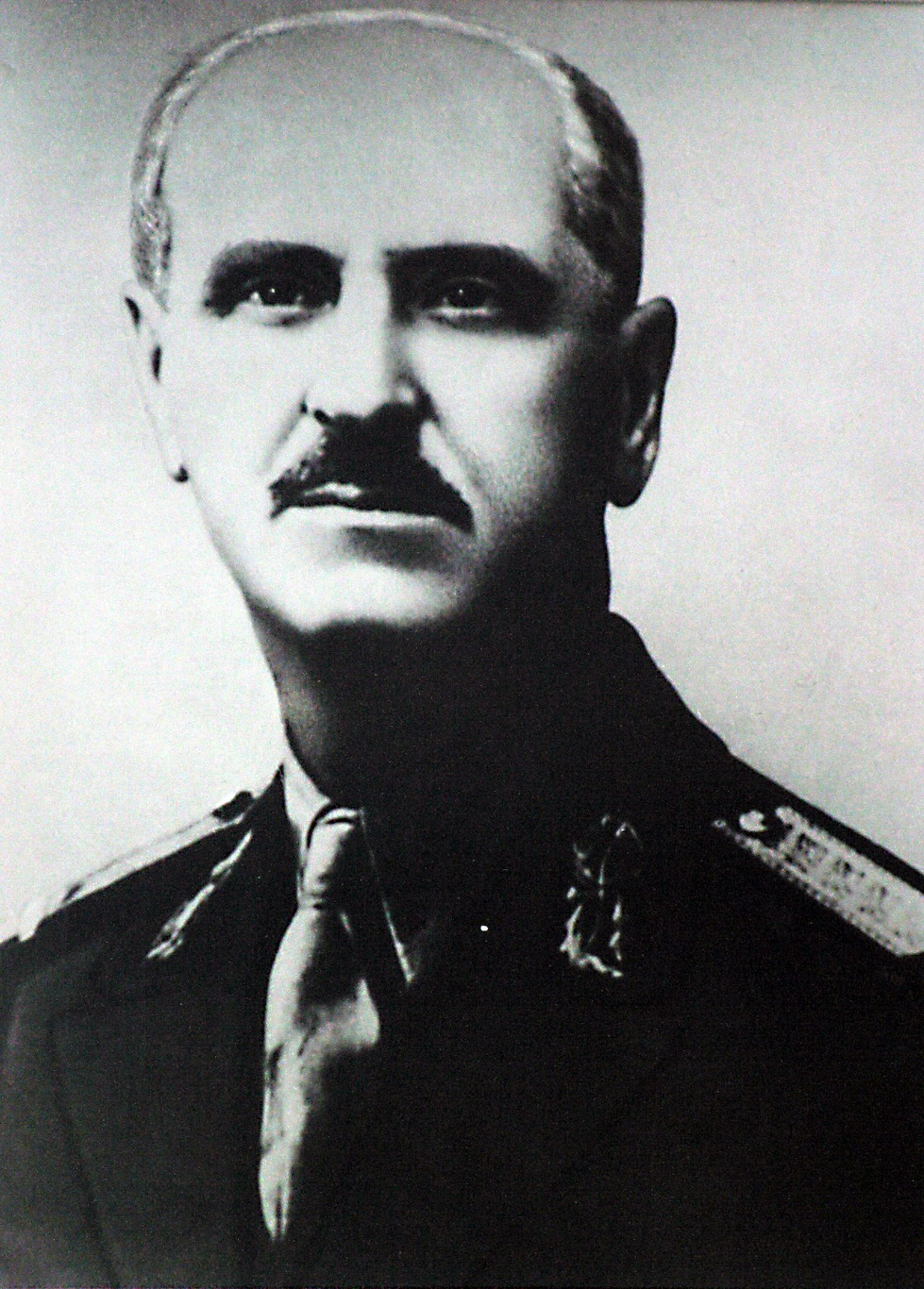
Generalul Nicolae Ciupercă, clasa II
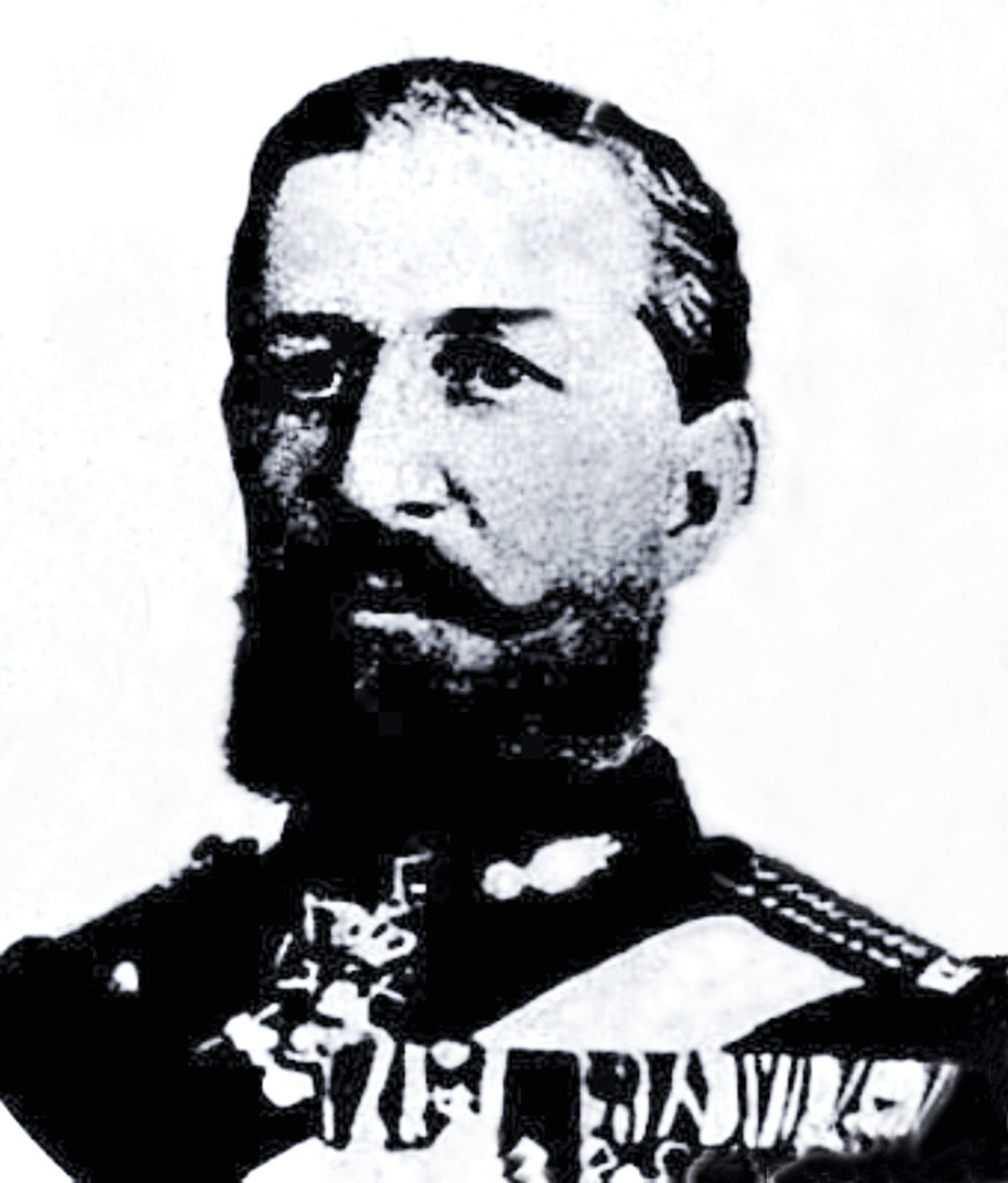
Generalul Iuliu Dunca, clasa II

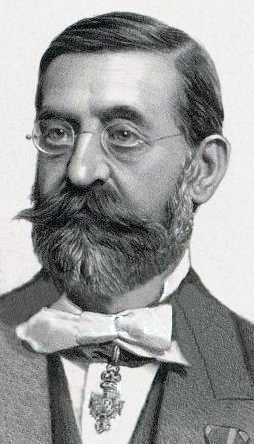
Politicianul Anton Kochanowski von Stawczan, clasa II
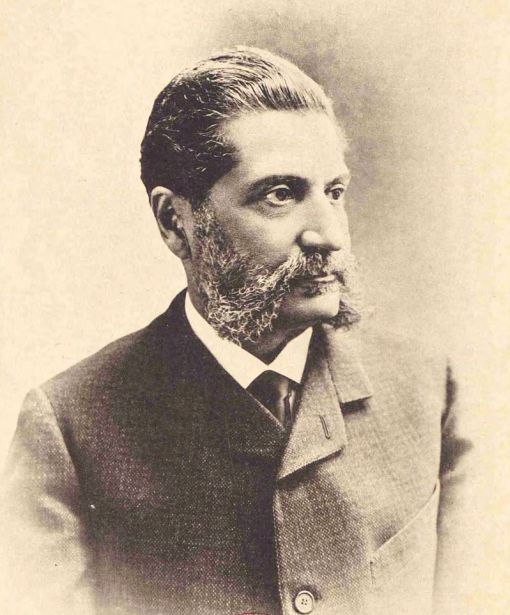
Juristul Grigore M. Buiucliu, clasa III
Filantropul Gheorghe Pastia, clasa III
Medicul Ludovic Russ, clasa III
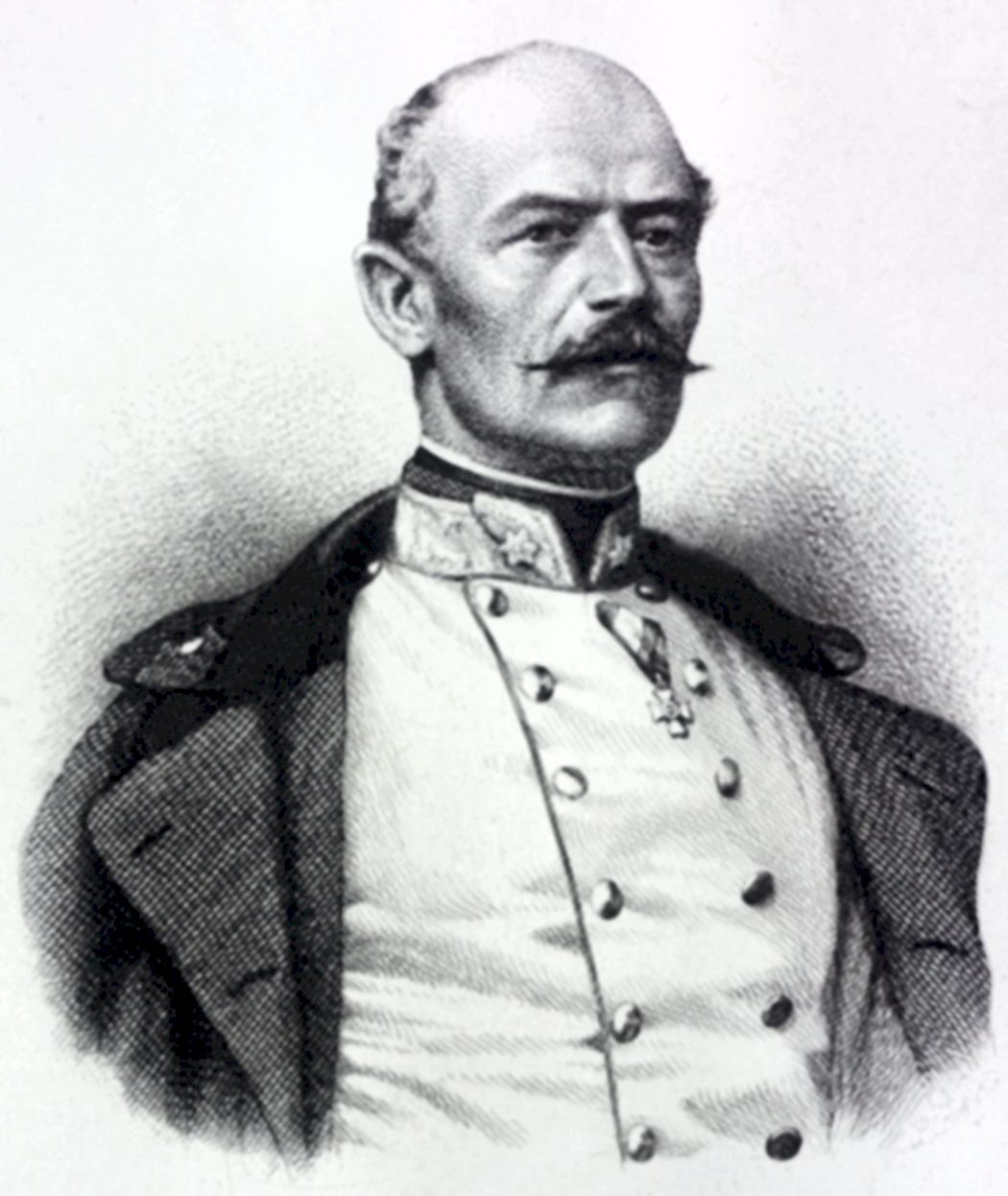
Colonelul David Urs de Margina clasa III

| Panglica purtată pe uniformele militare | Panglica purtată pe uniformele militare | Panglica purtată pe uniformele militare |                     |
| --------------------------------------- | --------------------------------------- | --------------------------------------- | ------------------- |
| Cavaler de clasa I                      | Cavaler de clasa II                     | Cavaler de clasa III                    | Cavaler de clasa IV |